# Francis Greville Drew
Francis Greville Drew, britanski general, * 1892, † 1962.